# Lusaka Dynamos Football Club
El Lusaka Dynamos Football Club és un club de futbol de la ciutat de Lusaka, Zàmbia. Juga a l'estadi Queensmead.

## Palmarès
- Copa Challenge zambiana de futbol:[1]

2008